# 萨龙
萨龙（法語：Sarron，法語發音：[saʁɔ̃]）是法国朗德省的一个市镇，属于蒙德马桑区。

## 地理
萨龙（43°35'31"N, 0°16'30"W）面积3.9 平方千米，位于法国新阿基坦大区朗德省，该省份为法国西南部沿海省份，是法國本土面积第二大的省，北起吉倫特省，西临大西洋，南至大西洋比利牛斯省，东临热尔省，东北与洛特-加龍省接壤。
与萨龙接壤的市镇（或旧市镇、城区）包括：普罗让、米拉蒙-桑萨克、圣阿涅特、加尔兰、蒙克拉。

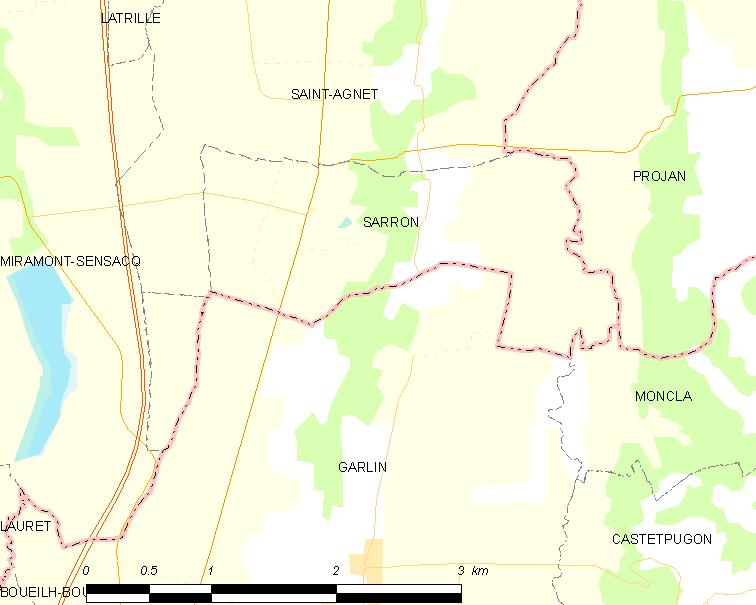
萨龙的OSM定位图

萨龙的时区为UTC+01:00、UTC+02:00（夏令时）。

## 行政
萨龙的邮政编码为40800，INSEE市镇编码为40290。

## 政治
萨龙所属的省级选区为阿杜尔-阿马尼亚克县。

## 人口

1962-2008年间萨龙人口变化图示

萨龙于2022年1月1日时的人口数量为105人。